# Näsdagen
Näsdagen (finska: Nenäpäivä) är en kampanj i Finland som ordnas av Stiftelsen Näsdagen i syfte att samla in medel för att hjälpa barn i utvecklingsländer. Kampanjen pågår i ett antal veckor under oktober–november och kulminerar i Yles tv-program Näsdagsshowen där framstående finländska artister medverkar. Namnet kommer från att man kan köpa röda clownnäsor som symboliserar humor som vapen mot de missförhållanden som Näsdagen försöker avhjälpa. Näsdagen har sitt ursprung i den brittiska Red Nose Day.

## Stiftelsen Näsdagen
Stiftelsen Näsdagen grundades  2004 som Stiftelsen Ylehjälpen av Finlands Röda Kors, Kyrkans Utlandshjälp och Finska Unicef. Även Rädda Barnen, Plan Finland, Finska Missionssällskapet, Fida International, Internationella Solidaritetsfonden och Finlands Fackförbunds Solidaritetscentral (SASK) är med i stiftelsen. Yle stöder kampanjen genom sina program. År 2014 bytte man för klarhetens skull namn till Stiftelsen Näsdagen.